# Głos z Kalwarii
Głos z Kalwarii (ang. The Voice of Calvary) – polskojęzyczne pismo (dwutygodnik/miesięcznik) o profilu biuletynu parafialnego, wydawany w zdominowanej przez polskich imigrantów farmerskiej osadzie Candiac w Kanadzie (prowincja Saskatchewan) w latach 1935–1944. Wydawcą i redaktorem naczelnym był pochodzący ze Śląska – ks. dr Franciszek Pander. 
Dzisiejszy Candiac jest osadą nieomal wymarłą (ok. 50 mieszkańców), a polski kościół z 1913 to najważniejszy obiekt historyczny w okolicy.